# Molí de les Feixes
El Molí de les Feixes és una obra d'Orís (Osona) inclosa a l'Inventari del Patrimoni Arquitectònic de Catalunya.

## Descripció
Edifici civil orientat al sud amb teulada a dues vessants.
S'hi accedeix a través d'un bonic pont romànic realitzat amb pedra tosca i ampliat posteriorment. Al costat de la porta hi ha un corral de forma semicircular i a datl un forn de pa en perfecte estat.
A l'interior de la casa hi ha un antic foc a terra i es conserva una mola dins una fusta datada el 1764.
També es conserven les "cunyeres" del molí.

## Història
La història d'aquest molí va molt lligada a la masia Les Feixes, de la qual tenim notícies el 1392, quan Ferran de Vinyoles consta com a habitant del mas Les Feixes.
El seu origen es pot situar a principis del segle xv i seria al segle xviii que tindria una gran activitat.